# Mercedes Van Volcem
Mercedes H.Y. Van Volcem, née le 29 décembre 1971 à Bruges est une femme politique belge flamande, membre de OpenVLD.
Elle est licenciée en droit (RUG, 1994); avocate.

## Fonctions politiques
- conseillère communale à Bruges (2007 - ) 
  - échevine (2007 - 2012)
- députée au Parlement flamand :
  - depuis le 7 juin 2009